# Laure de Sade
Laure de Sade (1310-1348), dite aussi Laure de Noves, mais à distinguer de Laure de Noves, fut la muse de Pétrarque.

## Biographie
Fille d’Ermessande de Réal et du chevalier Audibert de Noves, Laure épousa Hugues II de Sade, dans la Chapelle des Pénitents Blancs de la bibliothèque de Noves, comme le précise le contrat de mariage rédigé le 16 juin 1325 par le notaire Raymond Fogasse.

### Laure, elle-même poète
Avec Phanette de Gantelmes, sa tante, et plusieurs autres dames, elle tenait cour d'amour et rimait.

### Le coup de foudre de Pétrarque

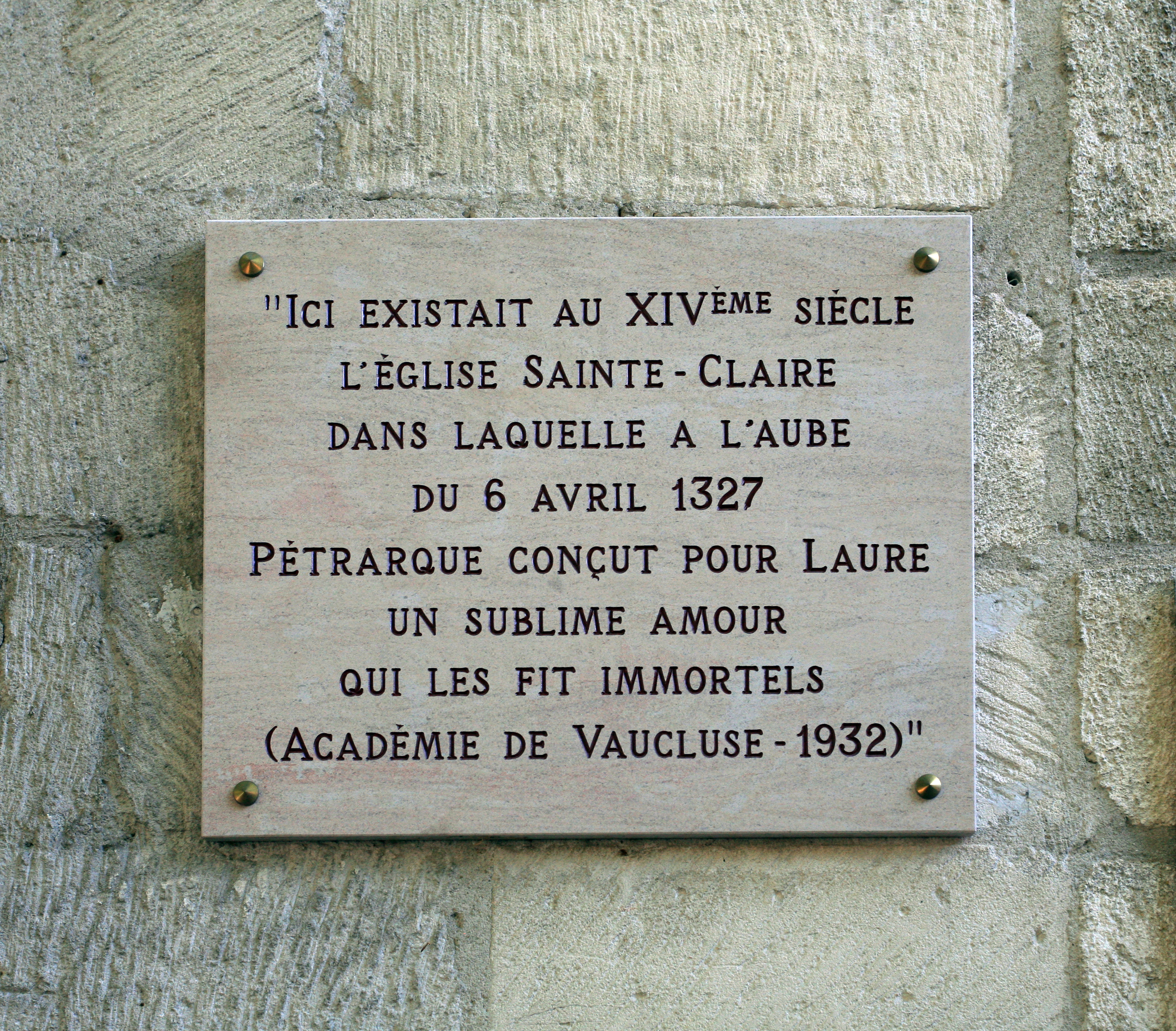
Plaque commémorative apposée par l'Académie de Vaucluse sur la façade du couvent Sainte-Claire

Le 6 avril 1327, alors qu’elle sortait de l’église du couvent de Sainte-Claire à Avignon, elle fut aperçue et remarquée par François Pétrarque. Dès lors, Laure aux blanches mains, devint la chaste inspiratrice du poète. Lui, qui affirmait haïr la cité papale, versifia :
 Béni soit le jour et le mois et l’année,

 La saison et le temps, l’heure et l’instant

 Et le beau pays, le lieu où fus atteint

 Par deux beaux yeux qui m’ont tout enchaîné.
C'est Mario Fubini, qui remarque que, lorsque le poète décrit le ravissement qui l'envahit en contemplant Laure, il ose la comparer à la « Vision Béatifique ».

### Remise en question de l'existence de Laure de Sade

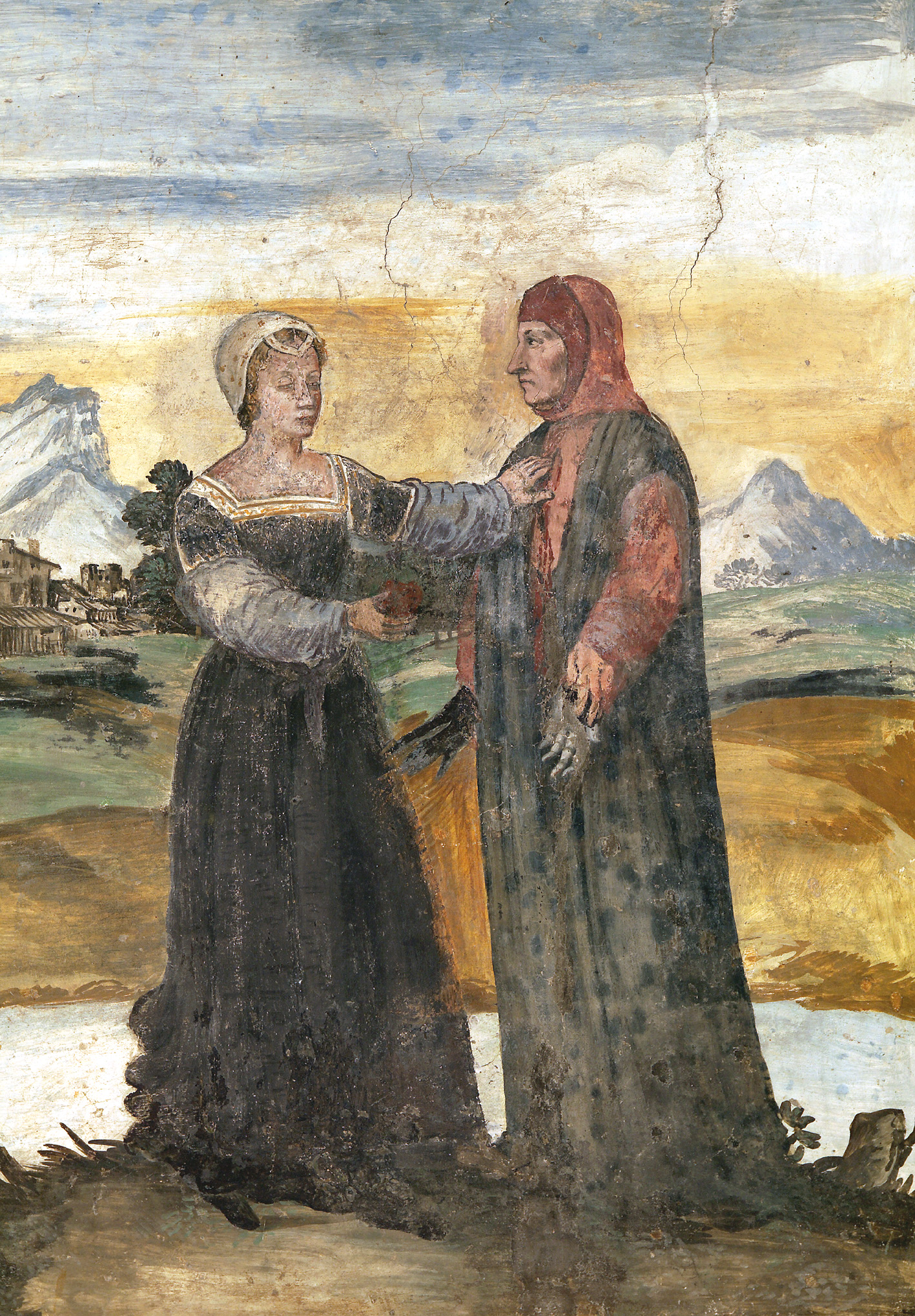
Maison de Pétrarque
Laure et le poète

Nicholas Mann, professeur anglais d'histoire de la tradition antique au Warburg Institute de Londres, a remis en cause l'existence de Laure lors d'une communication faite le 7 mai 1994 au cours des assises de l'Institut d'études latines qui se tenaient à la Sorbonne.
Rappelant le mythe de la nymphe Daphné qui, poursuivie par Apollon amoureux, implora son père Pénée de la changer en laurier, il assimile Pétrarque au dieu solaire. Le poète serait tombé amoureux du laurier tout comme le dieu grec, à preuve qu'il s'en fit couronner à Rome. Cela l'aurait tellement obsédé qu'il décida qu'il lui fallait une bien-aimée portant ce nom tout comme Apollon.
À titre d'argument pour étayer sa thèse, il souligne que, dans les sonnets du Canzionere, cette muse littéraire est le plus souvent désignée sous des homonymes LAURO (le laurier), l'AURA (l'air ou la brise), l'AUREO (le doré), etc. Il néglige cependant de rappeler que le poète la désignait aussi sous le gracieux diminutif de LAURETTA.
Enfin, il se lance dans une démonstration fondée sur les chiffres 6 et 7. La première rencontre du poète avec Laure se fit le 6 avril 1327, elle mourut le 6 avril 1348 et Pétrarque se fit couronner le 6 avril 1341. Toutefois Pétrarque n'a pas été couronné le 6 avril, mais le 8 avril.
Selon Mann, Pétrarque aurait créé une structure idéale de 3 × 7 dans laquelle il aurait intégré une Laure imaginaire. De 1327 à 1341, après quatorze ans d'amour et de composition poétique, il fut couronné de lauriers et décida de faire mourir sa muse sept ans plus tard, en 1348. Il le qualifie en conclusion de « jeune poète ambitieux aspirant à la gloire » :
« Ce n'est que plus tard qu'il se rend compte que la création d'une dame munie d'un nom évocateur pourrait rehausser sa gloire et, y ajoutant une dimension jusque-là absente, rehausser son art ».
Vittore Branca estimait toutefois antérieurement que :
« Ni les images très précises qui tissent la matière lyrique, ni les transfigurations et les règles imposées par la tradition littéraire - sans compter les déclarations explicites de l'auteur lui-même (Familiares, II, IX) - ne permettent de réduire Laure à un symbole ou à une allégorie ».
Et parmi les déclarations explicites du poète, il y a la lettre à Giacomo Colonna, parue dans ses Epistolæ metricæ, I, 6, et qui a été écrite à Vaucluse, vers l'été ou l'automne 1338 : 
« Il est dans mon passé une femme à l'âme remarquable, connue des siens par sa vertu et sa lignée ancienne et dont l'éclat fut souligné et le nom colporté au loin par mes vers. Sa séduction naturelle dépourvue d'artifices et le charme de sa rare beauté lui avaient jadis livré mon âme. Dix années durant j'avais supporté le poids harassant de ses chaînes sur ma nuque, trouvant indigne qu'un joug féminin ait pu m'imposer si longtemps une telle contrainte ».

### Les portraits de Laure de Sade
En 1344, Simone Martini, à la demande du poète, réalisa deux médaillons à son effigie et à celle de Laure.
De même qu'à Naples, la reine Jeanne commandita, quelques décennies plus tard, les fresques de la chapelle de Sancta Maria dell’Incoronata qui venait d'être édifiée entre 1360 et 1373. Celles des voûtes représentent les sept sacrements et le Triomphe de l’Église. Elles ont été réalisées par l’un des élèves du Siennois Ambrogio Lorenzetti. Parmi les figures, les spécialistes ont pu identifier les portraits de Robert d’Anjou, de la reine Jeanne, ainsi que ceux de Pétrarque et de Laure, assistant au baptême de Giovanni, le fils du poète.
Au siècle suivant, Giovanni di Ser Giovanni, dit lo Scheggia (1406-1486), peignit a tempere sur bois Le triomphe de l'Amour. Laure et Pétrarque y sont représentés, le poète carressant de sa main droite la joue de sa muse. Cette œuvre se trouve exposée à Florence.
Francesco Laurana (v.1430-1502), sculpteur et médailler d'origine dalmate qui vint s'établir à Avignon, sculpta dans le marbre le Masque mortuaire de Laure qui, aujourd'hui, fait partie des collections du Musée Granet d'Aix-en-Provence.
Mais le plus célèbre portrait de Laure appartient à la famille de Sade. Il fut à la base d'une vaste série iconographique à partir du XVIIe siècle, après que Richard de Sade en eut fait tenir une copie au cardinal Francesco Barberini en 1636. Il est cependant assuré que ce dernier portrait est un faux daté de la Renaissance.

### Décès de Laure de Sade
La tradition veut que la dernière rencontre entre le poète et sa muse eût lieu en Avignon, le 27 septembre 1347.
L’éternel amour de Pétrarque succomba, le 6 avril 1348, vingt-et-un ans jour pour jour après sa rencontre avec le poète. Sur son exemplaire de Virgile, il consigna son affliction : 
« Laure, illustre par ses vertus et fort célébrée dans mes vers, m’apparut pour la première fois pendant ma jeunesse en 1327, le 6 avril dans l'église Sainte-Claire à Avignon, à la première heure du jour ; et dans la même cité dans le même mois, au même sixième jour et à la même première heure en l’an 1348, cette éclatante beauté fut soustraite à la lumière alors que j’étais à Vérone, bien portant, ignorant hélas de mon malheur ! Mais la malheureuse nouvelle me fut apportée à Parme par une lettre de mon ami Louis dans le dix-neuvième jour du mois suivant. Ce corps si beau et si chaste de Laure fut enseveli au couvent des frères mineurs, le jour même de sa mort à vêpres. »

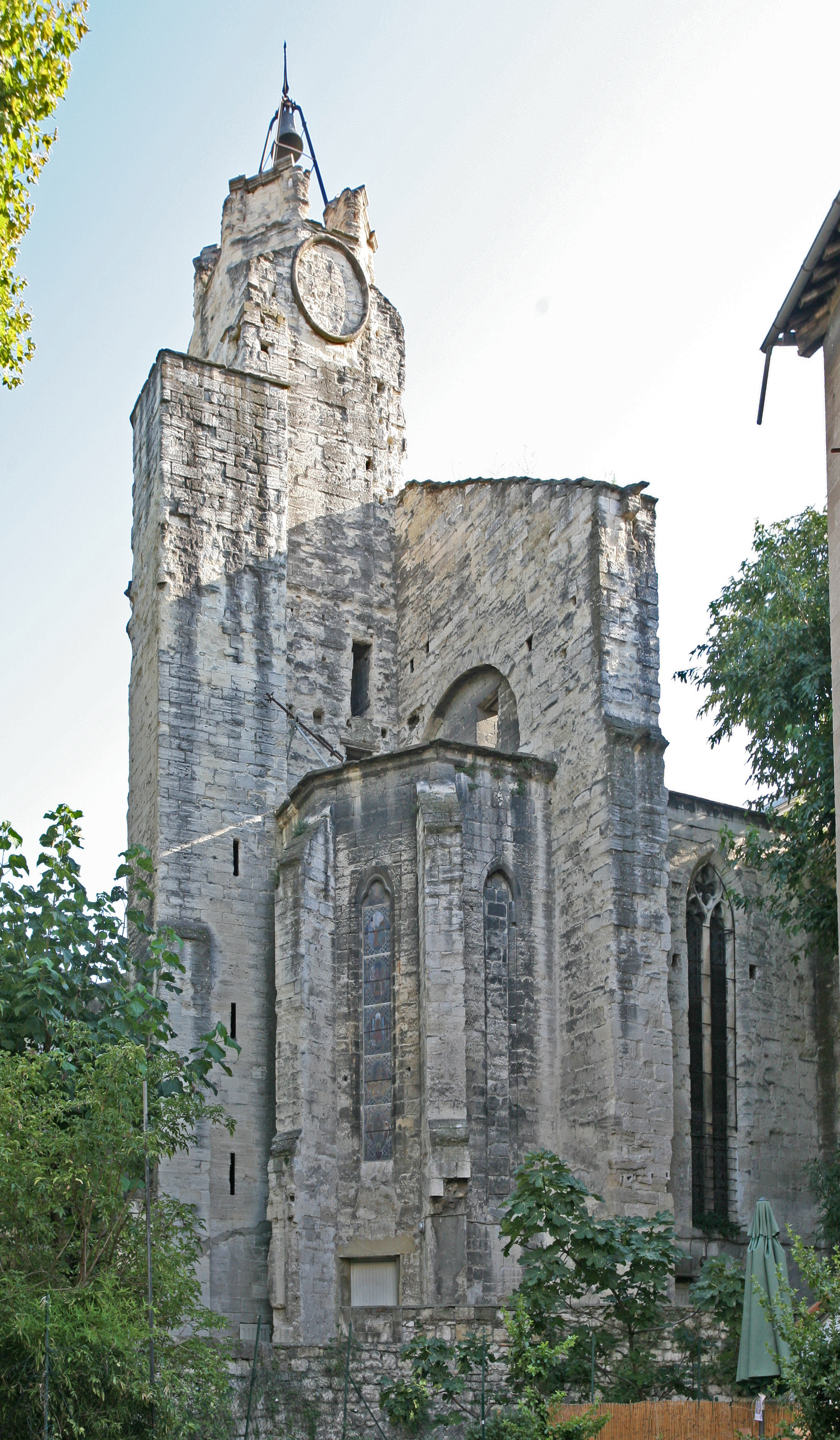
Ancienne chapelle des Cordeliers d'Avignon

Elle n’était âgée que de trente-huit ans.
La mort de Laure, à l'existence si hypothétique, n’empêcha point le poète de continuer à chanter ses amours pour la belle Provençale et à réunir pour la postérité sonnets et chansons qui allaient former le Canzoniere.
Il y fait même allusion dans ses Trionfi : 
 Non point pâle, mais plus blanche que neige,

 Tombée sur la colline par un temps calme,

 Elle semblait reposée comme fatiguée,

 On eût dit qu'un doux sommeil fermait ses beaux yeux,

 La mort elle-même paraissait belle sur son beau visage.

 Le Triomphe de la Mort
Elle fut inhumée dans la chapelle des Sade, aux cordeliers d’Avignon. Devant l’autel, sa pierre sépulcrale portait deux écussons armoriés gravés dans la pierre, le seul déchiffrable arborait « deux branches de laurier en sautoir entourant une croix alaisée et surmontées d'une rose héraldique ». C'est ce qu'affirmèrent avoir vu le poète Maurice Scève qui, en 1533, fit ouvrir la tombe et, quelques mois plus tard, François Ier qui vint exprès à Avignon pour se recueillir sur la tombe de Laure.
L’église des cordeliers ayant été détruite entre la fin du XVIIIe siècle et le XIXe siècle, la sépulture de Laure se trouverait actuellement sous la cour intérieure du lycée jésuite Saint-Joseph. Le lieu est inaccessible au public.

### Descendants
Laure laissait onze enfants : Paul, Audebert, Hugues - dit Hugues III, l'ancêtre du « marquis de Sade » - Pierre, Jacques, Joannet, Philippe, Augière, Ermessande, Marguerite et Gersande. Hugues se remaria avec Verdaine de Tentelive, dite Dame Trente-Livres, qui ne lui fit que six autres enfants.
Hugues III, troisième fils de Laure, s’installa pour ses affaires durant des années dans la ville d’Apt. On sait qu’en 1364, les syndics le chargèrent d’intervenir auprès d'Urbain V pour la création d’un collège. En 1387, il revint vivre à Avignon près de l’ancienne commanderie du Temple, en un Hôtel sis au no 19 de l’actuelle rue Saint-Agricol. Hugues III fut inhumé en 1407, selon ses désirs testamentaires, dans la chapelle des Cordeliers d’Avignon où reposaient déjà ses parents. En 1572, on signalait à Avignon une rue « anciennement appelée des Ortolans ou d'Hugues de Sade » puis, en 1647, « la rue Dorée qui est autrement dite rue de Sade ».

## Laure face à la postérité

### L'opinion de Voltaire et du marquis de Sade
L’abbé Jacques de Sade écrivit ses Mémoires pour la vie de François Pétrarque où il démontra que Laure, dont certains doutaient de l’existence, était son aïeule. À la lecture de l'exemplaire que lui avait fait parvenir l'abbé, Voltaire lui écrivit de Ferney, le 12 février 1764 : 

« Vous remplissez, monsieur, le devoir d'un bon parent de Laure et je vous crois allié de Pétrarque, non seulement par le goût et les grâces mais parce que je ne crois point du tout que Pétrarque ait été assez sot pour aimer vingt ans une ingrate. »

Quand son neveu, le marquis de Sade, reçut ce livre à Vincennes où il était emprisonné, il lui fit un tel effet, qu’il écrivit le 17 février 1779 à son épouse qu’il lui avait fait « tourner la tête ».

### L'hommage de Victor Hugo
Pour célébrer Pétrarque, Victor Hugo ne put le faire qu'à travers sa muse. Sur la page de garde d'un Canzoniere (poème publié dans Les Chants du crépuscule), il rima : 

« Quand d'une aube d'amour mon âme se colore,
Quand je sens ma pensée, ô chaste amant de Laure,
Loin du souffle glacé d'un vulgaire moqueur,
Éclore feuille à feuille au plus profond du cœur,
Je prends ton livre saint qu'un feu céleste embrase,
Où si souvent murmure à côté de l'extase. »